# Sigbert Josef Maria Ganser
Sigbert Josef Maria Ganser (Rhaunen, 24 gennaio 1853 – Dresda, 4 gennaio 1931) è stato uno psichiatra tedesco.

## Biografia
Conseguì il dottorato in medicina nel 1876 presso l'Università di Monaco. Successivamente  lavorò brevemente in una clinica psichiatrica a Würzburg e in seguito come assistente del neuroanatomista Bernhard von Gudden (1824-1886) a Monaco di Baviera. Nel 1886 divenne capo del dipartimento di psichiatria dell'Ospedale generale di Dresda. Tra i suoi studenti vi era il neurologo Hans Queckenstedt (1876-1918).
Sigbert Ganser è ricordato per un disturbo isterico che descrisse per la prima volta nel 1898. Individuò il disturbo in tre prigionieri mentre lavorò in un carcere di Halle.
Le caratteristiche includevano risposte approssimative o prive di senso a domande semplici, anomalie percettive e annebbiamento della coscienza. Ganser riteneva che questi sintomi fossero una reazione associativa causata da un tentativo inconscio del paziente di sfuggire a una situazione mentale intollerabile. Il disturbo diventò noto come sindrome di Ganser.

## Opere principali
- Über einen eigenartigen hysterischen Dämmerzustand Archiv für Psychiatrie und Nervenkrankheiten, Berlin, 1898, 30: 633-640.